# Mezzosangue (racconto)
Mezzosangue (Half-Breed) è un racconto di fantascienza di Isaac Asimov pubblicato per la prima volta nel 1940 nel numero di febbraio della rivista Astonishing Stories.
Successivamente è stato ripubblicato nell'antologia Asimov Story (The Early Asimov) del 1972.
Tra aprile e maggio del 1940 Asimov scrisse un seguito al racconto, intitolato Mezzosangue su Venere.

## Trama
Lo scienziato Jefferson Scanlon sta cercando, senza riuscirci, di sviluppare un metodo economico e affidabile per produrre energia atomica.
Mentre sta facendo una passeggiata pensando al suo lavoro, egli salva un orfano di diciannove anni, un "tweenie" (un ibrido di genitori umani e marziani) da una banda di adolescenti che lo stavano angariando.
Il tweenie, di nome Max, è scappato dall'orfanotrofio dov'è cresciuto a seguito della morte del suo unico amico, un tweenie di quindici anni, di nome Tom.
Di solito i Tweenie sono disprezzati e trattati come subumani dalla popolazione, ma Scanlon ha pietà di Max, e lo invita a casa sua. 
Max ha avuto una formazione scientifica presso l'orfanotrofio, e in una settimana una sua intuizione aiuta Scanlon a risolvere il suo problema e a sviluppare una fonte di energia atomica utilizzabile.
Scanlon decide di adottare formalmente Max come suo figlio.
Un anno dopo, Scanlon è diventato ricco e famoso. 
Si rende conto che Max si sente  solo lontano dagli altri della sua specie, così adotta una giovane donna tweenie di nome Madeline, oltre  a altre due giovani ragazze tweenie dell'orfanotrofio di Madeline. 
Scanlon infine decide di usare la sua ricchezza per adottare tutti gli altri Tweenie senza casa sulla Terra, e di creare una cittadina in Ohio, Tweenietown, dove gli ibridi alieni-umani possano sviluppare una loro società libera da pregiudizi.
Max e la Tweenie Madeline, che cominciano a piacersi reciprocamente, inoltre aiutano Scanlon a giungere ad ulteriori sviluppi scientifici, come ad esempio uno scudo anti-gravità.
Cinquanta anni dopo l'adozione di Madeline e delle due ragazze, Tweenietown è diventata una preoccupazione crescente, con una popolazione che ha raggiunto il numero di 1.154 abitanti.
Scanlon chiede a un funzionario del governo l'aiuto per far ottenere ai Tweenie i pieni diritti civili, sottolineando che i Tweenie sono più intelligenti degli esseri umani, e che un giorno potrebbero essere la razza dominatrice nel sistema solare.
Ma tutto ciò si rivela un errore: poco tempo dopo Max convince Scanlon che il funzionario, lungi dal volerli aiutare, ora vede i Tweenies come una minaccia.
Max rivela anche che i Tweenies hanno passato gli ultimi cinque anni a sviluppare tre astronavi interplanetarie, e che essi sono determinati a lasciare la Terra e a stabilirsi su Venere, cosa che fanno poco dopo. 
Alla partenza, Max invita Scanlon a venire con loro, ma Scanlon decide di rimanere sulla Terra.

## Ambientazione
Il racconto Mezzosangue è situato diversi secoli nel futuro: a un certo punto, Scanlon constata con sollievo che sono passati due secoli da quando l'ultima guerra è stata combattuta sulla Terra, quindi non c'è il rischio che la sua fonte di energia atomica sia usata come arma.
La presenza dei Tweenie sulla Terra non è chiaramente spiegata da Asimov. 
Max, che ha diciannove anni quando Scanlon lo salva e adotta, è il più vecchio tweenie nella storia, il che suggerisce che l'esistenza dei  Tweenie sia un fenomeno recente. 
Ciò a sua volta sottintende che anche il viaggio interplanetario sia un fenomeno recente, una implicazione sostenuta dalla descrizione che fa Scanlon dei viaggi pre-atomici su Marte e Venere come di "scommesse pericolose".
Un'altra implicazione della presenza dei Tweenie sulla Terra è che i marziani nativi non consentono loro di rimanere su Marte.
I Tweenies che sono sulla Terra sono stati probabilmente portati lì da bambini da astronauti umani di ritorno da Marte. 
I loro genitori umani (probabilmente l'equipaggio di navi terrestri che hanno viaggiato verso Marte) li hanno abbandonati, e sono stati affidati allo Stato, essendo cresciuti in orfanotrofi statali.
Quando Scanlon va alla ricerca di una compagna tweenie per Max, egli ne trova solo una di età adatta, il che implica che il numero dei Tweenie sulla Terra in quel momento sia ridotto.
Cinquant'anni dopo, Tweenietown ha una popolazione di 1.154 abitanti, alcuni dei quali sono senza dubbio dovuti alla crescita naturale della popolazione dei tweenie originari ma alcuni dei quali sono altrettanto indubbiamente conseguenza dell'arrivo di altri orfani Tweenie da Marte (dopo la scoperta fatta da Scanlon e Max di una energia atomica facile da gestire che rende i viaggi interplanetari più facili).
Nei cinquantuno anni che passano nel corso della storia, la situazione per i Tweenie rimane invariata sulla Terra. 
Ai Tweenies manca, come nota Scanlon, uguaglianza politica, giuridica, economica  e sociale con gli esseri umani (e, del resto, con i marziani nativi). L'ostilità umana (e marziana) verso i Tweenie sembra essere permanentemente radicata.

## Temi
Come nel suo precedente racconto L'arma troppo terribile per essere usata, il tema di Mezzosangue è il pregiudizio affrontato da minoranze, qualcosa di cui Asimov stesso era a conoscenza a causa del suo retaggio ebraico. 
"Continuavo a tornare su questo tema molto spesso...", aveva  scritto lo stesso Asimov nella raccolta The Early Asimov, "...la qual cosa non è sorprendente per un ebreo cresciuto durante l'era di Hitler". " Asimov ha scritto che "Il sottofondo della lotta tra Gentili ed Ebrei era sempre lì...  gente come il sacerdote cattolico Padre Charles Coughlin o come l'eroe dell'aviazione Charles Lindbergh avevano apertamente espresso opinioni antisemite". Tuttavia asimov era anche consapevole che "il pregiudizio era universale e che tutti i gruppi che non erano dominanti, che non erano in realtà al vertice della catena di uno stato, erano vittime potenziali". "
Questo punto di vista lo ha messo in contrasto con l'editore di Astounding John W. Campbell. 
Asimov ha osservato in The Early Asimov che Campbell "...mi sembrava che accettasse la naturale superiorità degli americani verso i non-americani, e sembrava automaticamente pronto ad assumere l'immagine di un americano come uno che proviene dal nord-ovest dell'Europa.
Non posso dire che Campbell fosse un razzista in qualsiasi senso negativo del termine... Tuttavia, sembrava dare per scontato, in qualche modo, lo stereotipo del bianco nordico come il vero rappresentante dell'Uomo Esploratore, dell'uomo Ardito, dell'uomo Vincitore". "
Asimov ha ammesso che anche per gli standard della conoscenza scientifica del 1939, la possibilità che Marte potesse avere una razza nativa intelligente era improbabile, e la possibilità che i marziani e gli esseri umani fossero interfertili lo fosse ancora di più.
"Posso solo scuotere la testa stancamente...", scrive. "...Sapevo già di meglio nel 1939, l'ho fatto davvero. Ho accettato questo cliché come una finzione, questo è tutto. Alla fine, ho smesso di farlo..." Asimov ha anche osservato che Mezzosangue era "la prima storia in cui ho cercato di introdurre il motivo sentimentale. Poteva essere un fallimento. Al momento della stesura di questa storia, non avevo ancora mai avuto un appuntamento con una ragazza". "